# Ctenophthalmus elblae
Ctenophthalmus elblae är en loppart som beskrevs av Beaucournu 1981. Ctenophthalmus elblae ingår i släktet Ctenophthalmus och familjen mullvadsloppor. Inga underarter finns listade i Catalogue of Life.